# Daniel Koch
Pour les articles homonymes, voir Koch.
Daniel Koch, né le 13 avril 1955 à Bienne, est un médecin suisse. Directeur de 2008 à 2020 de la division « Maladies transmissibles » de l'Office fédéral de la santé publique (OFSP), il est impliqué à ce titre dans la gestion du début de la pandémie de Covid-19 en Suisse. Il prend sa retraite le 27 mai 2020.

## Biographie

### Enfance et études
Né dans une famille de médecins et ayant grandi en Valais (à Viège et Brigue), Daniel Koch perd ses deux parents à l'âge de 7 ans. Il étudie la médecine à l'Université de Berne, puis travaille comme gynécologue assistant en Valais pendant plusieurs années.

### Comité international de la Croix-Rouge
De 1988 à 2002, il est employé par le Comité international de la Croix-Rouge, d'abord en tant que coordinateur médical dans les zones de crise, notamment pendant la guerre civile au Sierra Leone, en Ouganda, en Afrique du Sud et au Pérou.
À partir de 1997, il travaille ensuite comme assistant médical au siège du CICR à Genève, où il est responsable des programmes médicaux en Afrique. En 1996-97, il termine sa formation avec une maîtrise en santé publique de l’université Johns-Hopkins à Baltimore, aux États-Unis.

### Office fédéral de la santé publique
Il est engagé en 2002 par l'Office fédéral de la santé publique (OFSP), où il est membre du groupe de travail contre l'épidémie de SRAS en 2002/2003 puis de celui chargé de la grippe aviaire H5N1. Jusqu'en 2006, il dirige la section « Vaccinations », puis s'occupe de 2006 à 2008 de la section « Préparation à une pandémie », avant de devenir chef de la division « Maladies transmissibles », poste qu'il conserve jusqu'à sa retraite en 2020.

#### Pandémie de Covid-19

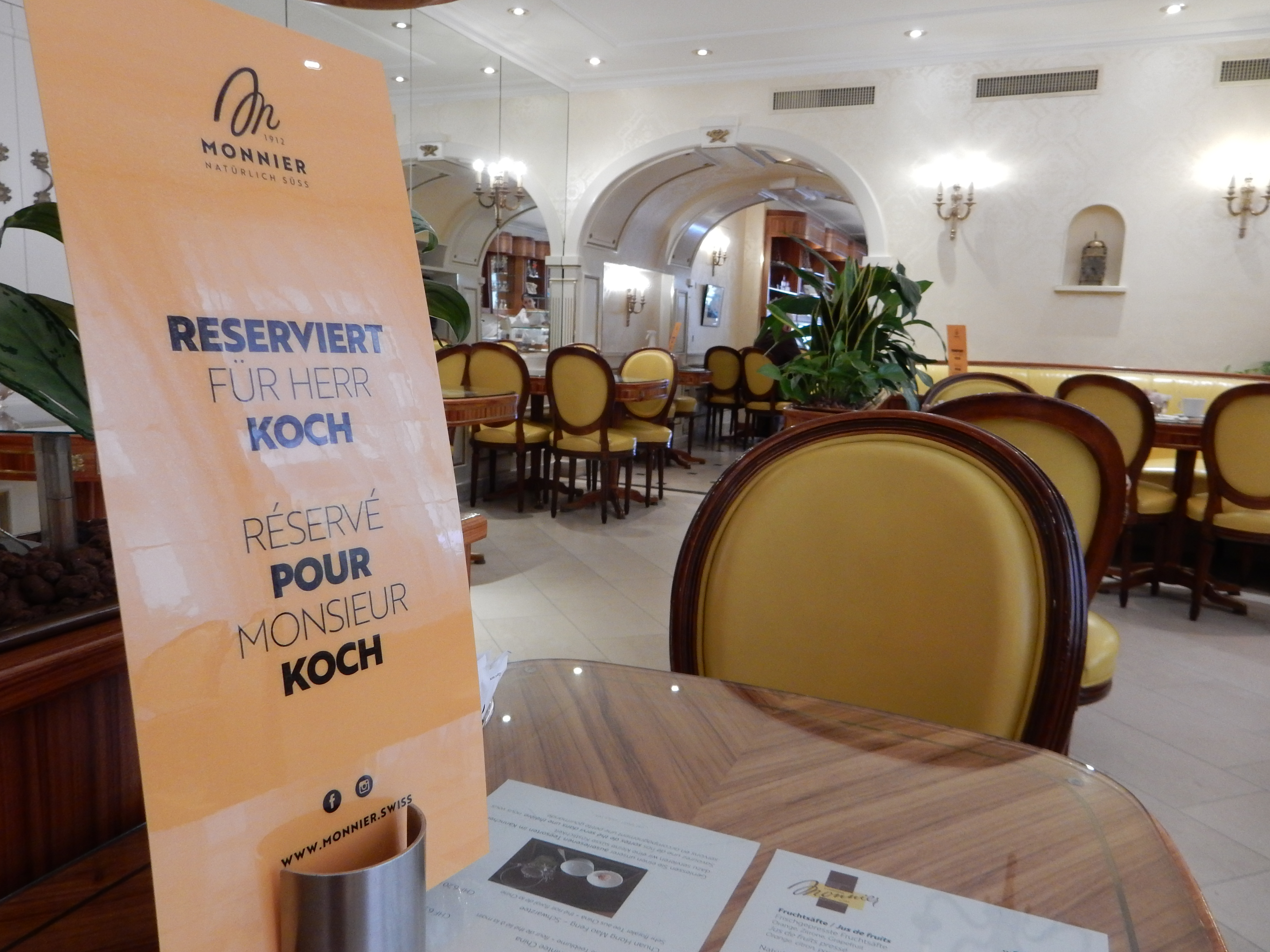
"Réservé pour Monsieur Koch": Allusion à la recommandation élaborée par Daniel Koch, de respecter les distances dans les restaurants.

Daniel Koch devient connu en Suisse au printemps 2020 lorsqu'il apparaît à de nombreuses conférences de presse pour détailler l'action de l'OFSP face à la pandémie de Covid-19. Sa présence à la majorité des conférences de presse sur le sujet à partir du mois de février, largement relayée dans les médias, ainsi que son style calme et rassurant suscitent l'approbation,.
Bien que devant partir à la retraite au mois d'avril 2020, il quitte son poste de chef de division des maladies transmissibles à l'OFSP pour devenir délégué pour le Covid-19 pour la durée de l'épidémie. Il prend finalement sa retraite à la fin mai 2020, se déclarant « content que la situation en Suisse soit bonne, beaucoup mieux qu'espéré ».

## Vie privée et autres engagements
Daniel Koch habite à Schwarzenburg, est divorcé et a deux filles (adultes). En plus de son implication dans le secteur de la santé, il travaille également pour la protection des animaux à la Fondation Certodog, et a remporté un titre européen de canicross en 2019.
Depuis juin 2020, il s’engage avec la Société suisse de sauvetage (SSS) pour la prévention des noyades. La SSS se prépare à faire face à une augmentation du risque de noyades à la suite d'une augmentation des baignades en eaux libres à cause de la pandémie ; Daniel Koch, qui a l'habitude de se baigner dans l'Aar, accompagne le projet "Covid-Eté 2020". il s'adresse à la population dans une lettre avec les nageurs sauveteurs.